# Коналл Лаэг Брег
Коналл Лаэг Брег (др.‑ирл. Conall Laeg Breg; погиб в 612) — король Бреги (604—612) из рода Сил Аэдо Слане.

## Биография
Коналл Лаэг Брег был одним из сыновей правителя Бреги и верховного короля Ирландии Аэда Слане. По свидетельству трактата XII века «Banshenchas» («Об известных женщинах»), его матерью была первая супруга Аэда, Фланн (или Ланн).
После гибели своего отца в 604 году Коналл Лаэг Брег унаследовал его брегские владения, а титул верховного короля Ирландии перешёл к королю Айлеха Аэду Уариднаху из рода Кенел Эогайн. В ирландских анналах отсутствуют упоминания о нём как о короле, но в поэме Фланна Майнистреха «Síl Aeda Sláne na Sleg», сохранившейся в «Лейнстерской книге», Коналл назван вторым правителем Сил Аэдо Слане.
Убийцей Аэда Слане был король Миде Коналл Гутбинн из рода Кланн Холмайн, который таким образом отомстил за смерть своего отца Суибне мак Колмайна, совершённое по приказу Аэда в 600 году. Эти убийства положили начало многолетней вражде между членами родов Сил Аэдо Слане и Кланн Холмайн. В одном из таких столкновений в 612 году Коналл Лаэг Брег и погиб: он пал на поле боя, потерпев поражение в сражении при Одбе от главы септа Кланн Холмайн Бикк Энгуса мак Колмайна.
После гибели Коналла Лаэг Брега новым правителем Бреги стал его брат Конгал мак Аэдо Слане.